# Новотомское
Новотомское — упразднённое село в Бурейском районе Амурской области России. Исключено из учётных данных в 1974 году.

## География
Село располагалось на левом берегу реки Большая Жекунда, на расстоянии примерно 20 километров (по прямой) к юго-востоку от посёлка Талакан.

## История
Решением Амурского исполкома от 7 июня 1974 года № 253, село Новотомское исключено из учётных данных как несуществующее.